# ディスカス
ディスカス（英: discus fish）は、南アメリカのアマゾン川原産の淡水魚で、シクリッド科・シムフィソドン属 Symphysodon に分類される魚である。観賞用熱帯魚として人気がある。

## 特徴
成魚は最大で全長 20 cm、尾ビレを含まない体長は 13 cm ほどになる。体は扁平で非常に体高が高く、横から見るとほぼ円形で、円盤（ディスク）型の体を持つことから、この名がつけられた。背ビレと尻ビレが非常に長く、体の後半部を囲む。体の側面には黒い横帯が8本程度走る。体型・体色には個体/地域差が大きい。一般に赤褐色の地色に、青色から緑色の不規則な筋状の発色がある。原産地では、乾季は倒木の隙間、雨季は水没林に生息し、水棲の小動物や動物性・植物性デトリタスを摂餌する。

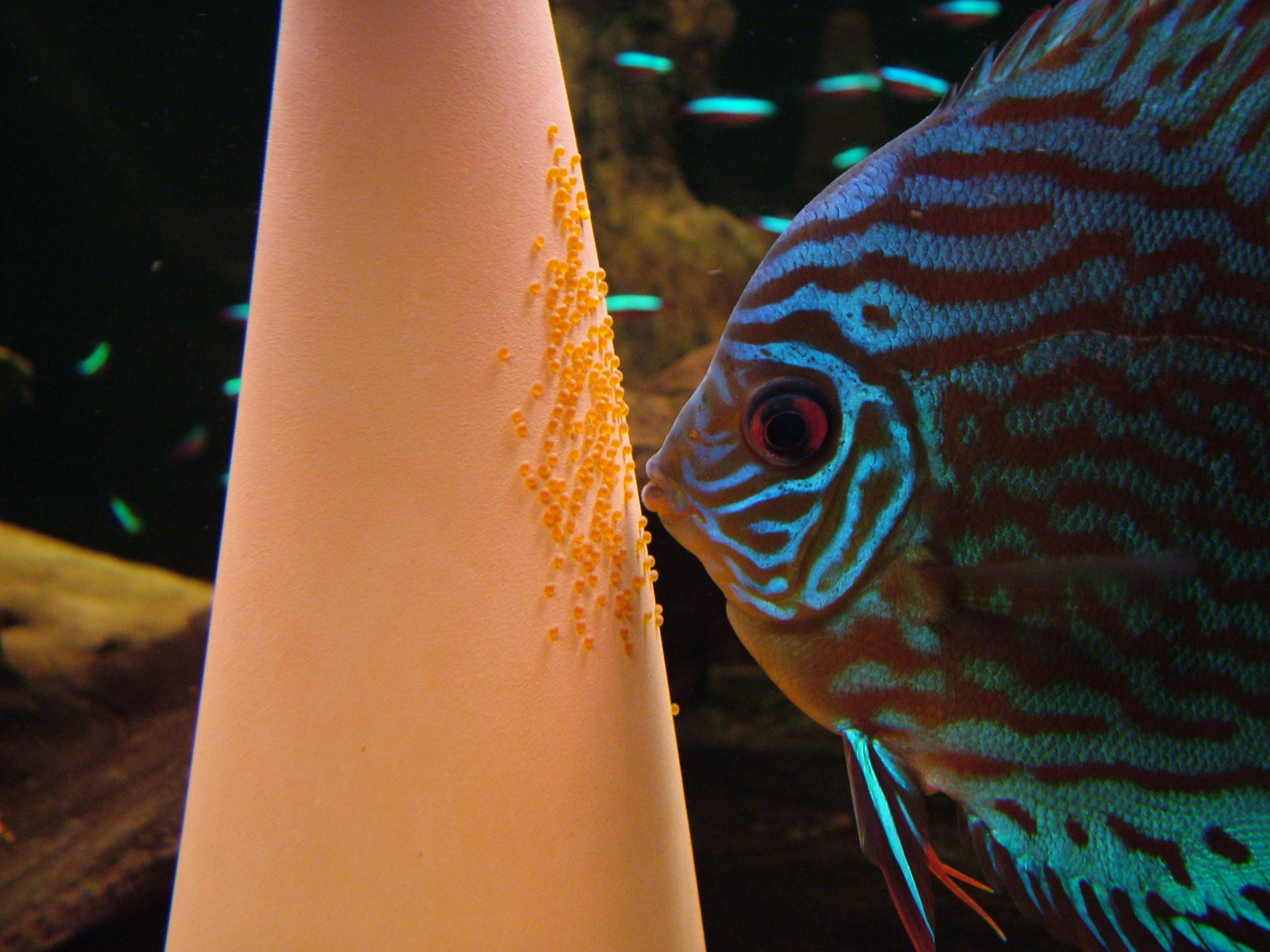
卵を保護する

乾季は倒木の間に群れを形成しグループで生活するが、雨季になるとオスとメスのペアは繁殖のために水没林に移動する。つがいは水草や木の表面などに 50–300 個ほど産卵し、両親で卵を保護する。卵は2.5日ほどで孵化し、さらに稚魚は孵化後7日間かけて卵黄を吸収する。稚魚が両親の周囲を群れて泳ぎはじめると、親魚は体からディスカスミルクと呼ばれる粘液を分泌し、稚魚はこれを摂餌する。泳ぎだしたばかりのディスカスの稚魚はプランクトンなどの餌を摂餌できないのでディスカスミルクは稚魚にとって必要不可欠である。
ディスカスは円盤状の体型に鮮やかな模様が入ることから、熱帯魚としても人気が高く、「熱帯魚の王様」と呼ばれ、他のシクリッドよりも比較的高価で取引されるが、飼育は餌や水質管理などの面からやや難しい。一般的に牛ハツのミンチに様々な栄養を添加したディスカス・ハンバーグや赤虫, 人工飼料が餌として用いられる。本種の原種の色彩は、個体/採集された地域によって大きな変異があり、美しいとされる個体は特に高い値段で取引される。また、東南アジア、ヨーロッパにおいては、養殖、品種改良が盛んで、ブルーダイアモンド・ピジョンブラッド・スネークスキンなどの様々な品種が存在する。

## 野生種、亜種
本種の分類に関する研究はいまだ議論が続いているが大きく分け2種5亜種に分けられる。Readyら (2006)はこれら2種に加えてS. tarzooを提唱している。また、Farias and Hrbek (2008)はシングー川産のブラウンディスカスグループ・ヘッケルおよびウワツマ・ヤムンダ周辺のブルーディスカスグループ・マナカプルブルーディスカスグループ・上流のグリーンディスカスグループの4つが遺伝的に独立していることを示した。ただしこれは一定の傾向は認められるものの、産地によっては種の特徴の変化は連続的で、種同士の交雑の可能性が指摘されている。

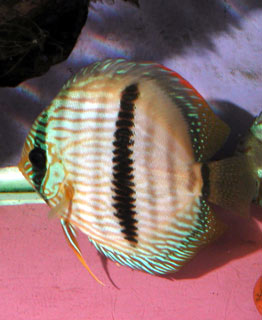
ヘッケルブルーディスカス
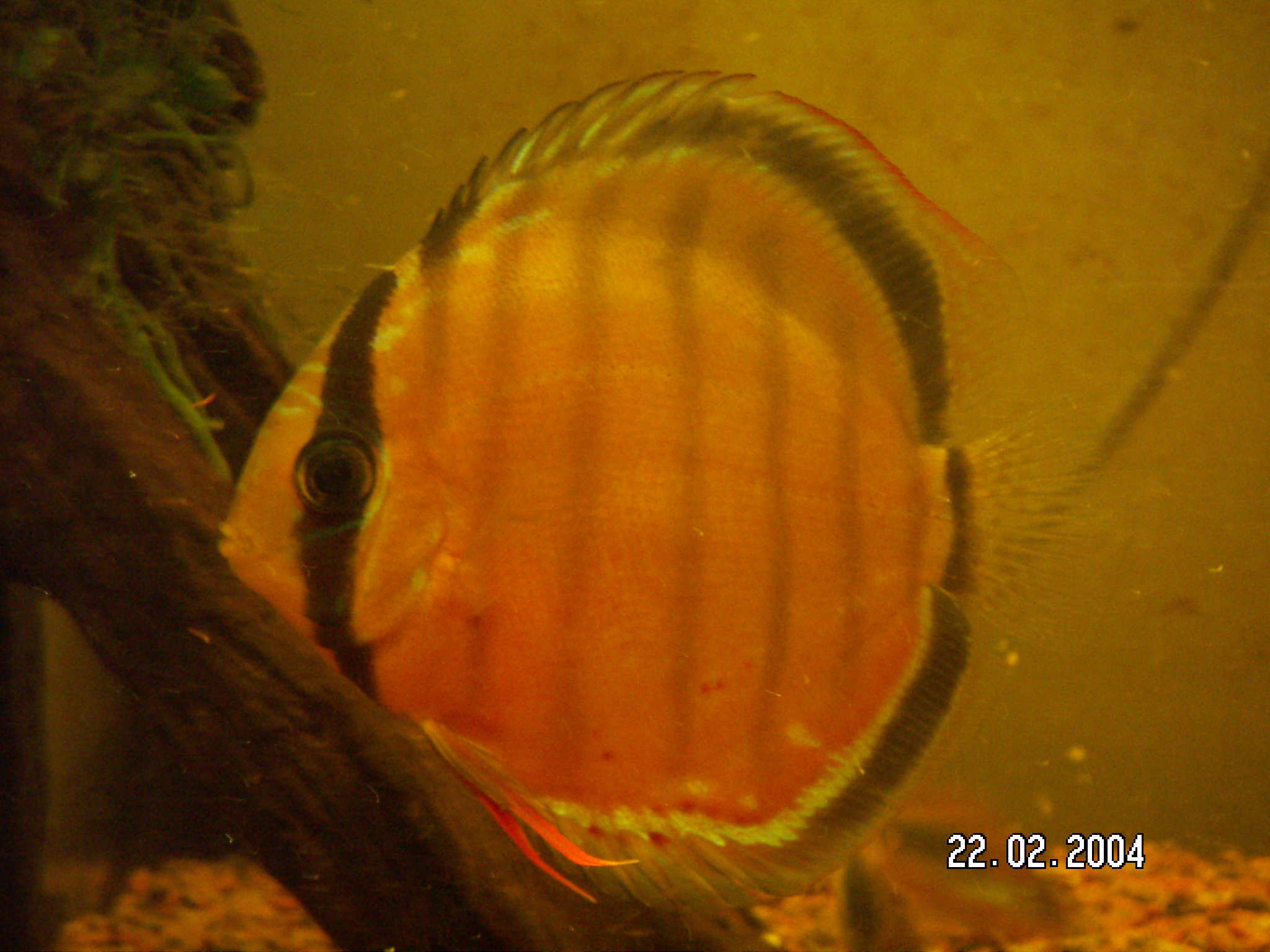
グリーン・ディスカス
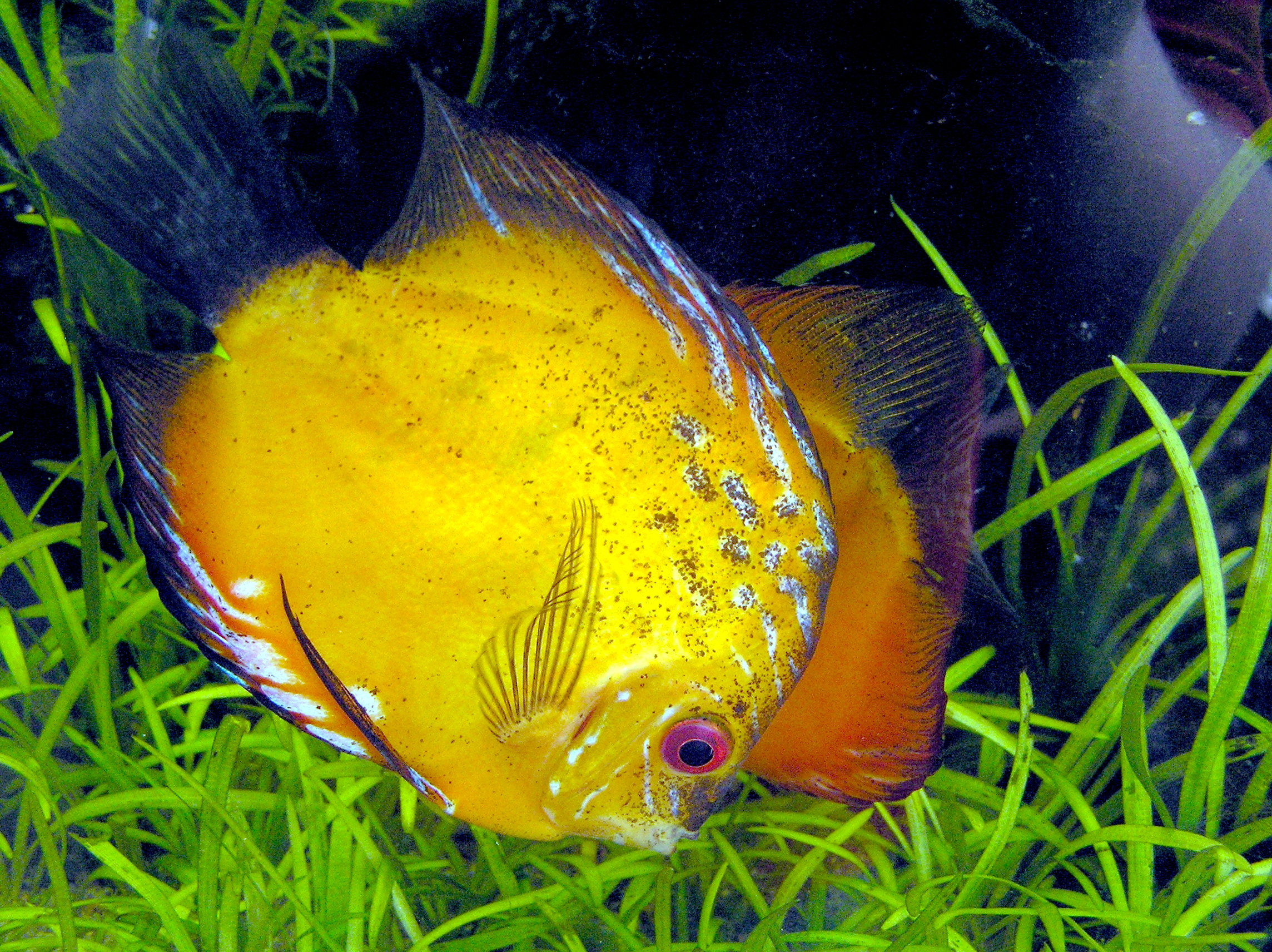
ブラウン・ディスカス
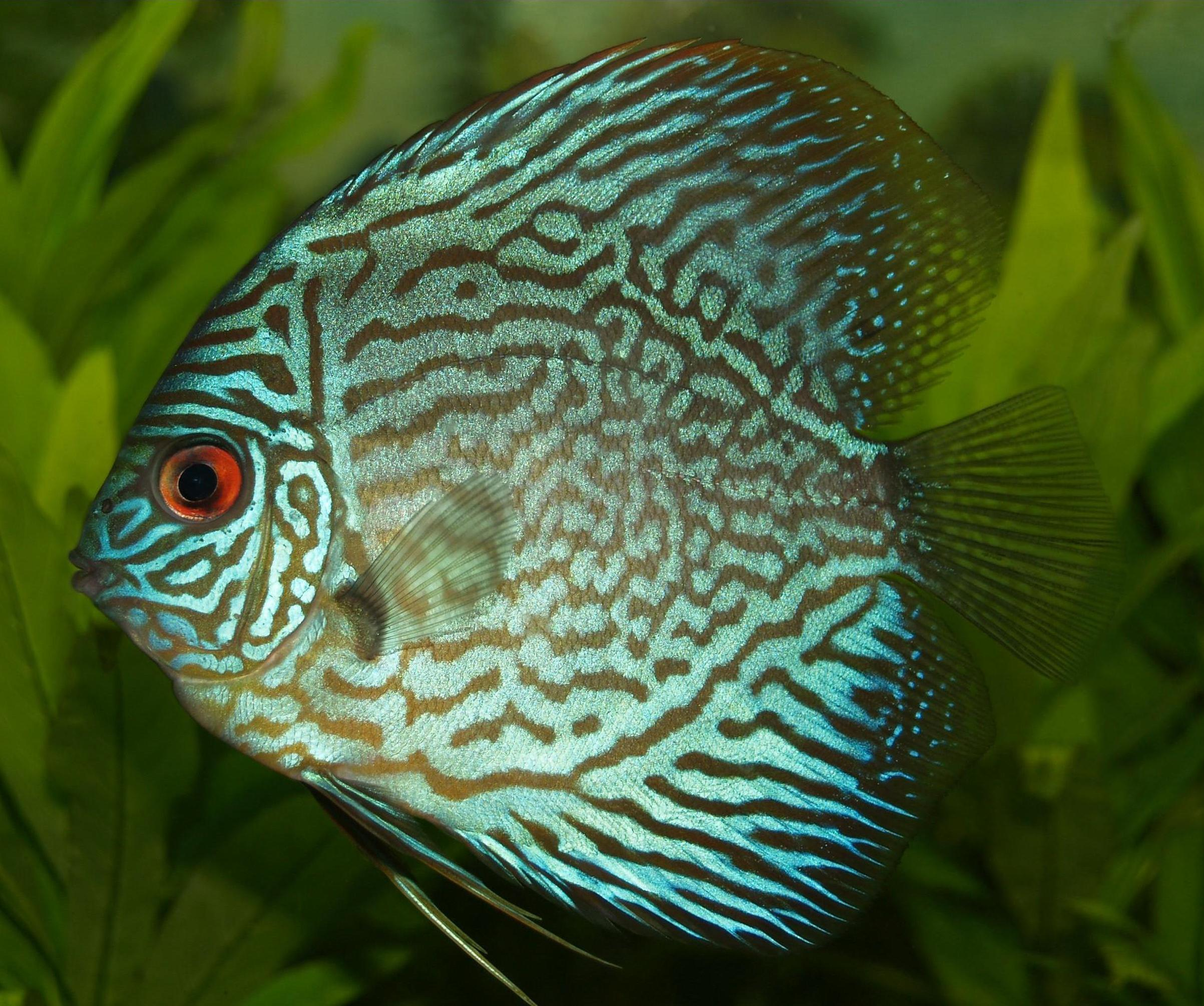
ブルー・ディスカス

### ヘッケル・グループ
学名 Symphysodon discus Heckel, 1840、 英名 red discus。
南アメリカ、ブラジルのアマゾン川流域、ネグロ川、アバカシス川、トロンベタス川に分布する。ディスカスとして最初に記載された種である。体の側面には黒い横縞（垂直方向の帯）が目立つが、そのうち中央部付近の黒帯が特に太い。ヘッケル (Heckel) は、学名の命名者ヨハン・ヤコブ・ヘッケルに由来する。さらにヘッケル・グループは鱗の枚数の差異から2種に分類される。

### aequifasciatus・グループ
学名 Symphysodon aequifasciata Pellegrin, 1904、英名 blue discus。
南アメリカ、コロンビア・ペルー（プトゥマヨ川）。ブラジル（アマゾン川支流のソリモンエス川からアマゾン本流にかけての流域、トカンチンス川）に分布する。黒い帯は細めで、ヘッケルブルーと異なり、中央付近の帯が太くなることはない。
以前は体色から 3 亜種
- グリーンディスカス S. a. aequifasciata Pellegrin, 1904
- ブラウンディスカス S. a. axelrodi Schultz, 1960
- ブルーディスカス S. a. harardi Schultz, 1960

に分けられていたが、基産地が不明確・標本が少ないなどの理由から現在では認められていない。さらに、ミトコンドリアDNAによる分子系統解析では、ヘッケルブルーディスカスとの間での遺伝的差異も認められない。しかし、これらの分類は観賞魚として流通する際は一般的である。

### Symphysodon tarzoo
アマゾン西部に側所的に分布する種で、低地に分布するグループとは顕著な遺伝的差異が認められている。

## ブリード種
野生種の繁殖が難しいことや健康維持の問題により専門家は野生種を繁殖させたブリード種を販売されている。
この改良品種は主に東南アジアのシンガポール、マレーシア、タイ、インドネシア、ベトナムであり、水素イオン指数(pH)の高い地域でブリードされている。
そして水素イオン指数(pH)が高い理由としてはミネラル要素が高いからである。
様々なブリード種が存在する中で代表的ななものは、ブルーダイアモンド、コバルトブルー、ターコイズブルー、レッドメロン、スネークスキン、リングレオパード、オリエンタルドリーム、タイガーターコイズ、ミルキーウェイ、アルビノディスカスである。
Japan Discus Laboratry（日本ディスカス研究所）代表の栖原稔によると"ディスカスの殆どの個体は、ホルモン剤(テストストロン系)が使用されています、輸入業者でも知らないのですが、輸入後半年で25%以上の死亡率"のため、購入時には注意が必要である。